# Ehner
Ehner (luxembourgeois : Iener) est une section de la commune luxembourgeoise de Saeul située dans le canton de Redange.